# Алакы
Алакы (устар. Алага) — река в России, протекает по территории Красноселькупского района Ямало-Ненецкого автономного округа. Устье реки находится в 963 км по левому берегу Таза на высоте 48 метров над уровнем моря. Длина реки составляет 67 км.
Алакы течёт в северном направлении, среди лиственнично-берёзового леса. Левый берег заболочен.

## Притоки
- Котпасылькикэ[7] (левый, в 15 км от устья)
- Чокорева[5] (левый)
- Сухая Алакы[5] (правый, в 40 км от устья)
- Берёзовая[6] (левый)
- Болотная[6] (правый)

## Данные водного реестра
По данным государственного водного реестра России относится к Нижнеобскому бассейновому округу, водохозяйственный участок реки — Таз, речной подбассейн реки — Подбассейн отсутствует. Речной бассейн реки — Таз.